# Zbiornik Buktyrmański
Zbiornik Buktyrmański (dawniej: Zbiornik Buchtarmiński; Kazach. Бұқтырма бөгені, ros. Бухтарминское водохранилище) — wielki sztuczny zbiornik wodny na górnym Irtyszu w północno-wschodnim Kazachstanie. Maksymalna powierzchnia - 5490 km², maksymalna objętość - 49,8 km³, długość - 500 km, szerokość - do 35 km, przeciętna głębokość - 9,6 m. Wysokość zapory - 90 m, objętość zapory - 1,17 mln m³, długość korony zapory - 430 m. Jeden z największych sztucznych zbiorników wodnych świata. 
Napełnianie zbiornika ukończono w 1960. Zbiornik składa się z dwóch części - rzecznej, obejmującej koryto Irtyszu z ujściowymi częściami dolin jego dopływów Buktyrmy i Narymu z Kotliną Monczekurską, oraz z dawnego jeziora Zajsan, które zostało pokryte warstwą 8 m wody ze sztucznego zbiornika. 
Zapora Zbiornika Buktyrmańskiego mieści wielką elektrownię wodną (675 MW). Wody zbiornika są używane do poprawienia warunków do żeglugi na Irtyszu na odcinku do Omska. Na zbiorniku uprawia się rybactwo. Nad zbiornikiem leżą m.in. miasta Ust-Kamienogorsk i Ałtaj.